# Río Lee
El Lee (An Laoi en gaélico irlandés) es un río de la República de Irlanda, que transcurre por el Condado de Cork y su capital (Cork) hacia la bahía de Cork, en la costa meridional de Irlanda. Existe una central hidroeléctrica en el río, antes de llegar a Cork y en la misma área se encuentran los pantanos de Carrigadrohid e Inniscarra.